# Edgar Badia
Edgar Badia Guardiola (Barcellona, 12 febbraio 1992) è un calciatore spagnolo, portiere della Leonesa.

## Carriera
Cresciuto nel settore giovanile dell'Espanyol, ha trascorso la prima parte della sua carriera principalmente con la maglia del Reus, con cui ha collezionato 195 presenze fra seconda e terza divisione spagnola. Il 5 gennaio 2019 passa all'Elche a titolo gratuito.  

## Statistiche

### Presenze e reti nei club
Statistiche aggiornate al 7 gennaio 2024.
| Stagione        | Squadra            | Campionato      | Campionato | Campionato | Coppe nazionali | Coppe nazionali | Coppe nazionali | Coppe continentali | Coppe continentali | Coppe continentali | Altre coppe | Altre coppe | Altre coppe | Totale | Totale | Totale |
| Stagione        | Squadra            | Comp            | Pres       | Reti       | Comp            | Pres            | Reti            | Comp               | Pres               | Reti               | Comp        | Pres        | Reti        | Pres   | Reti   |        |
| --------------- | ------------------ | --------------- | ---------- | ---------- | --------------- | --------------- | --------------- | ------------------ | ------------------ | ------------------ | ----------- | ----------- | ----------- | ------ | ------ | ------ |
| 2011-2012       | Espanyol           | PD              | 0          | 0          | CR              | 1               | -2              | -                  | -                  | -                  | -           | -           | -           | 1      | -2     |        |
| 2012-2013       | Espanyol B         | SDB             | 16         | -23        | CR              | 0               | -0              | -                  | -                  | -                  | -           | -           | -           | 16     | -23    |        |
| 2013-2014       | Recreativo Granada | SDB             | 3          | -4         | CR              | 0               | -0              | -                  | -                  | -                  | -           | -           | -           | 3      | -4     |        |
| 2014-2015       | Reus               | SDB             | 38+2       | -33-2      | CR              | 0               | -0              | -                  | -                  | -                  | -           | -           | -           | 40     | -35    |        |
| 2015-2016       | Reus               | SDB             | 37+4       | -31-5      | CR              | 5               | -6              | -                  | -                  | -                  | -           | -           | -           | 46     | -42    |        |
| 2016-2017       | Reus               | SD              | 42         | -29        | CR              | 0               | 0               | -                  | -                  | -                  | -           | -           | -           | 42     | -29    |        |
| 2017-2018       | Reus               | SD              | 40         | -41        | CR              | 0               | 0               | -                  | -                  | -                  | -           | -           | -           | 40     | -41    |        |
| 2018-gen. 2019  | Reus               | SD              | 19         | -26        | CR              | 0               | 0               | -                  | -                  | -                  | -           | -           | -           | 19     | -26    |        |
| Totale Reus     | Totale Reus        | Totale Reus     | 176+6      | -160-7     |                 | 5               | -6              |                    | 0                  | 0                  |             | 0           | 0           | 187    | -173   |        |
| gen.-giu. 2019  | Elche              | SD              | 19         | -23        | CR              | 0               | -0              | -                  | -                  | -                  | -           | 0           | -0          | 19     | -23    |        |
| 2019-2020       | Elche              | SD              | 38+4       | -42-0      | CR              | 0               | -0              | -                  | -                  | -                  | -           | 0           | -0          | 42     | -42    |        |
| 2020-2021       | Elche              | PD              | 30         | -46        | CR              | 0               | -0              | -                  | -                  | -                  | -           | -           | -           | 30     | -46    |        |
| 2021-2022       | Elche              | PD              | 24         | -35        | CR              | 0               | -0              | -                  | -                  | -                  | -           | -           | -           | 24     | -35    |        |
| 2022-2023       | Elche              | PD              | 36         | -63        | CR              | 2               | -1              | -                  | -                  | -                  | -           | -           | -           | 38     | -64    |        |
| 2023-gen. 2024  | Elche              | SD              | 7          | -9         | CR              | 2               | -1              | -                  | -                  | -                  | -           | -           | -           | 9      | -10    |        |
| Totale Elche    | Totale Elche       | Totale Elche    | 154+4      | -218-0     |                 | 2               | -1              |                    | 0                  | 0                  |             | 0           | -0          | 162    | -219   |        |
| gen.-giu. 2024  | Real Saragozza     | SD              | 0          | 0          | CR              | -               | -               | -                  | -                  | -                  | -           | -           | -           | 0      | 0      |        |
| Totale carriera | Totale carriera    | Totale carriera | 359        | -412       |                 | 8               | -9              |                    | 0                  | 0                  |             | 0           | -0          | 369    | -422   |        |

## Palmarès

### Nazionale
- Campionato d'Europa Under-19: 1

2011